# Witold Janeczek
Witold Janeczek (ur. 22 sierpnia 1948 r. w Dzierżoniowie) – polski lekarz weterynarii, specjalizujący się w profilaktyce weterynaryjnej i zoohigienie; nauczyciel akademicki związany z Uniwersytetem Przyrodniczym we Wrocławiu.

## Życiorys
Urodził się w 1948 roku w Dzierżoniowie. W tym mieście ukończył szkołę podstawową, a następnie II Liceum Ogólnokształcące. W 1966 roku rozpoczął studia na Wydziale Weterynaryjnym Wyższej Szkoły Rolniczej we Wrocławiu. Po uzyskaniu dyplomu lekarza weterynarii w 1972 roku rozpoczął pracę w Katedrze i Klinice Chorób Wewnętrznych Wydziału Weterynaryjnego swojej macierzystej uczelni. W 1975 roku przeniósł się do Poznania, gdzie podjął pracę w tamtejszym oddziale Instytucie Weterynarii w Puławach. W 1977 roku ponownie przeniósł się do Wrocławia i rozpoczął pracę w ówczesnym Zakładzie Zoohigieny Instytutu Hodowli i Technologii Produkcji Zwierzęcej Akademii Rolniczej we Wrocławiu.
Stopień doktora nauk weterynaryjnych uzyskał w 1979 roku na Wydziale Weterynaryjnym Akademii Rolniczej we Wrocławiu na podstawie pracy pt. Wartość diagnostyczna oznaczeń wybranych wskaźników biochemicznych dla potrzeb metafilaktyki okresu okołoporodowego u krów. W roku 1989 uzyskał stopień doktora habilitowanego nauk rolniczych na Wydziale Zootechniki na podstawie rozprawy nt. Kształtowanie się gospodarki wodno-elektrolitowej u cieląt utrzymywanych od pierwszego dnia życia bez dostępu do wody. Tytuł naukowy profesora otrzymał w 1999 roku z rąk prezydenta Polski Aleksandra Kwaśniewskiego. Od 1994 roku pracuje na stanowisku profesora nadzwyczajnego w Katedrze Higieny Zwierząt i Środowiska Hodowlanego Uniwersytetu Przyrodniczego we Wrocławiu.
Odbył długoterminowy staż w Republice Federalnej Niemiec (Instytut Anatomii, Biochemii i Higieny Zwierząt Uniwersytetu w Bonn). Był członkiem Senackiej Komisji ds. Badań Naukowych, Rektorskiej Komisji ds. Płac Nauczycieli Akademickich, od 1999 do 2005 roku sprawował stanowisko prodziekana, a w latach 2005-2008 dziekana Wydziału Biologii i Hodowli Zwierząt.

## Dorobek naukowy i odznaczenia
Jest autorem 1 skryptu z zakresu profilaktyki weterynaryjnej, 120 publikacji naukowych. Wyniki swoich prac prezentował na międzynarodowych i krajowych konferencjach m.in. w Hanowerze, Stuttgarcie, Lipsku, Sankt Petersburgu i Maastricht.
Jego zainteresowania naukowe skupiają się wokół problemów: wpływu warunków środowiskowych na zdrowotność i efekty produkcyjne zwierząt gospodarskich, termoregulacji u zwierząt gospodarskich, zaburzeń metabolicznych przebiegających w postaci subklinicznej u krów mlecznych i cieląt, reakcji układu odpornościowego cieląt na stres. Jest członkiem International Society of Animal Hygiene, PTNW i PTZ, Izby Lekarsko-Weterynaryjnej.
Za swoją działalność naukową, dydaktyczną został odznaczony Złotym Krzyżem Zasługi oraz odznaką „Zasłużony dla Akademii Rolniczej we Wrocławiu”. Wyróżniono go 10-krotnie nagrodą rektora Uniwersytetu Przyrodniczego we Wrocławiu.